# Beverley Dunn
Beverley Dunn – australijska scenograf filmowa.

## Filmografia
- 1996: Wyspa doktora Moreau
- 2002: Statek widmo
- 2010: Jutro, jak wybuchnie wojna (Tomorrow, When the War Began)
- 2013: Felony
- 2013: Wielki Gatsby
- 2017: Thor: Ragnarok
- 2017: Piraci z Karaibów: Zemsta Salazara

## Nagrody
Została uhonorowana Oscarem, razem z Catherine Martin, za scenografię w filmie Wielki Gatsby. Otrzymała również nagrodę BAFTA w 2014 roku.